# تاونتون
latitudeتاونتونlongitudeتاونتون
تاونتون (به انگلیسی: Taunton) شهری در کشور انگلستان است که این کشور خود بخشی از بریتانیا محسوب می‌شود. این شهر در سال ۱۹۹۱ میلادی ۵۵٫۸۵۵ نفر جمعیت داشته و در سرشماری سال ۲۰۰۱ جمعیت آن به ۵۸٫۲۴۱ نفر رسیده‌است. میزان رشد سالانهٔ جمعیت تاونتون ‎۰٫۵۵ درصد می‌باشد و جمعیت این شهر در سال ۲۰۱۲ به ۶۱٫۸۹۵ نفر تغییر یافت.